# Ballerina girevole

Se il piede che tocca il terreno è percepito come il piede sinistro, la danzatrice sembra girare in senso orario (se vista dall'alto); se è percepito come il piede destro, poi sembra girare in senso antiorario.

La ballerina girevole (The Spinning Dancer) è un'illusione ottica bistabile che raffigura una ballerina nell'atto di compiere una pirouette. L'illusione è stata creata nel 2003 dal web designer Nobuyuki Kayahara e consiste nel fatto che ad alcune persone sembra che la figura si muova inizialmente in senso orario (come vista dall'alto), mentre ad altre persone sembra ruotare in senso antiorario.
L'illusione trae origine dall'assenza di indizi che permettano all'osservatore di determinare la profondità della figura. Infatti, quando le braccia della ballerina ruotano da sinistra verso destra (dal punto di vista dell'osservatore), si può vedere che esse attraversano lo spazio che è tra il suo corpo e l'osservatore (cioè nel primo piano dell'immagine, nel qual caso lei sta ruotando in senso antiorario sul piede destro) ed è possibile anche vedere che le sue braccia passano dietro il corpo (cioè sullo sfondo dell'immagine, nel qual caso lei sta ruotando invece in senso orario sul piede sinistro).
Quando la ballerina non guarda l'osservatore o gli dà le spalle, il suo profilo non è ambiguo. In altre parole, il seno e i capelli individuano in modo chiaro la direzione verso cui è rivolta. Invece, non appena si muove verso sinistra o verso destra, si può vedere che non sta dando le spalle ad alcuna delle due direzioni. All'inizio, queste direzioni sono abbastanza vicine tra loro (ad es. entrambe a sinistra, ma una guardando in direzione dell'osservatore, l'altra dandogli le spalle), dopodiché si allontanano tra loro sempre di più, fino a raggiungere una posizione nella quale la coda di cavallo e il petto sono allineati con chi osserva l'immagine (così che nessuno dei due sia visto così facilmente). In questa posizione, è impossibile determinare se sta guardando verso l'osservatore o se gli sta dando le spalle, così due persone diverse possono avere l'impressione che la stessa silhouette sia in due posizioni diverse, separare tra loro da una rotazione di 180°.
Esistono altre illusioni ottiche che dipendono da ambiguità di questo o di altro tipo, ad esempio il cubo di Necker.

## Psicologia della percezione visuale
Alcuni hanno erroneamente considerato questa illusione come un test di personalità dotato di valore scientifico, attribuendogli erroneamente la capacità di determinare quale sia l'emisfero cerebrale predominante nella persona che osserva l'immagine. Con questa interpretazione, è stato chiamato spesso il Right Brain–Left Brain test e si è diffuso su Internet dal 2008 circa. Si è scoperto che la silhouette viene vista più spesso in un moto rotatorio in senso orario, che in senso antiorario. Secondo un sondaggio online a cui hanno partecipato più di 1600 persone, circa i due terzi di coloro che osservano la ballerina hanno avuto inizialmente l'impressione che la ballerina ruotasse in senso orario; inoltre, costoro avevano maggiore difficoltà a visualizzare il moto in senso antiorario.

Scansione del corpo di una donna, ottenuta tramite tomografia ad emissione di positroni. La rotazione di questa immagine ha un effetto analogo a quello della ballerina.

Questi risultati possono essere spiegati da uno studio psicologico che dimostra l'esistenza di una tendenza preferenziale delle persone a visualizzare il movimento come se lo si stesse osservando dall'alto. La ballerina di Kayahara viene osservata da un punto di vista che è leggermente al di sopra del piano orizzontale. Di conseguenza, la ballerina può essere vista anche dall'alto o dal basso, in aggiunta al movimento rotatorio in senso orario o antiorario, e verso l'osservatore o dandogli le spalle. Controllando meglio, ci si accorge che, nell'illusione originale di Kayahara, visualizzare il movimento orario vuol dire mantenere costantemente un punto di vista abbastanza elevato, ovvero guardare la figura dall'alto. Invece, un osservatore che ha l'impressione del moto antiorario deve aver assunto un punto di vista che è al di sotto della figura.
Pertanto, ci sono due spiegazioni principali per la preferenza degli osservatori a visualizzare un moto orario. Essi potrebbero avere un bias in favore del moto orario, oppure potrebbero avere un bias in favore dell'assunzione di un punto di vista in alto. Per studiare separatamente questi due casi, i ricercatori hanno creato le proprie versioni dell'illusione, cambiando i punti dai quali la ballerina viene osservata. I risultati indicano che il primo bias  non c'è, mentre c'è il secondo (osservazione dall'alto), ed esso dipende dall'altezza del punto di osservazione. Più è in alto il punto di vista, più spesso un osservatore visualizza la rotazione della ballerina come osservandola dall'alto.

## Percezione bistabile
L'osservatore può avere l'impressione che il senso della rotazione cambi un numero illimitato di volte, e ciò dipende dalla sua percezione soggettiva. Tuttavia, alcuni osservatori hanno difficoltà a percepire del tutto un cambiamento nella rotazione. Un modo per cambiare la direzione percepita è distogliere l'attenzione dall'immagine e visualizzare un braccio mentre va dietro al corpo della ballerina invece che davanti ad esso, per poi spostare lentamente lo sguardo altrove. Un altro modo è concentrare l'attenzione visiva su una zona ristretta dell'immagine, come il piede che ruota o l'ombra che è dietro la ballerina, dopodiché spostare lo sguardo gradualmente verso l'alto. Si può anche provare a scuotere la propria testa. Un altro metodo ancora è guardare l'ombra ai piedi della ballerina, e visualizzarlo come se le dita puntassero sempre in direzione opposta rispetto all'osservatore. Si possono anche chiudere gli occhi, per visualizzare la ballerina che va in una direzione, quindi riaprirli e osservare la figura in movimento. Un altro metodo è visualizzare il cambio di direzione nel momento in cui le gambe si incrociano. Probabilmente, il metodo più semplice è sbattere rapidamente gli occhi (anche variando leggermente la velocità) finché la successione dei fotogrammi non dà l'impressione che la ballerina abbia cambiato direzione.
Esistono versioni dell'animazione leggermente alterate, in particolare con un elemento grafico che facilita la percezione del moto rotatorio in senso antiorario e orario (come vista dall'alto).